# The Barber of Siberia
The Barber of Siberia (títol internacional en anglès de l'original en rus: Сибирский цирюльник, transl. Sibirski tsiryúlnik) és una comèdia dramàtica russa de 1998 dirigida per Nikita Mikhalkov i coproduïda per tres països més. El film es va estrenar el 1999 al Festival Internacional de Cinema de Canes sense formar-ne part.

## Argument
El 1905, Jane Callahan (Julia Ormond) decideix escriure-li una carta al seu fill, un cadet d'una prestigiosa acadèmia militar sobre un romanç que ella va tenir vint anys enrere amb un jove soldat anomenat Andrei Tolstoi (Oleg Ménxikov), amb el qual té coses en comú, com ara la passió per l'òpera.
Durant el seu viatge per Rússia, es reuneix amb Douglas McCracken (Richard Harris), un enginyer obsessiu que busca el suport del tsar Alexandre III de Rússia (Nikita Mikhalkov) per construir una màquina amb la capacitat de desforestar els boscos de Sibèria. D'altra banda, el Gral. Radlov (Alekséi Petrenko), superior de Tolstoi, també s'enamora de la jove i tant ell com el soldat lluitaran per l'amor de Jane. No obstant això, Jane tria Tolstoi per a malestar del general, el qual l'arresta i l'envia a Sibèria després d'acusar-lo d'intentar atemptar contra el tsar quan realment pretenia combatre en un duel.
Després d'acabar la carta, es dirigeix a la base on descobreix que el seu fill és forçat pel capità a portar una màscara antigàs per negar-se a dir que "Mozart és una merda" fins que finalment, cansat que la porti li pregunta què té d'especial per no llevar-la-hi al llarg de la pel·lícula, a la qual cosa el jove contesta que "Mozart és un gran compositor" i li demana que ho digui alt a canvi de llevar-se la màscara.

## Repartiment
- Julia Ormond - Jane Callahan
- Richard Harris - Douglas McCracken
- Oleg Ménxikov - Andrei Tolstoi
- Alekséi Petrenko - General Nikolai Radlov
- Marina Neiólova - Mare de Andrei Tolstoi
- Vladímir Iliín - Capità Mokin
- Daniel Olbrikhski - Kopnovski
- Anna Mikhalkova - Duniaixa
- Marat Baixarov - Polievski
- Nikita Tatarenkov - Alibekov
- Artiom Mikhalkov - Buturlin
- Gueorgui Dronov - Cadet Nazarov
- Avangard Leontiev - Oncle de Andrei
- Robert Hardy - Forsten
- Elizabeth Spriggs - Perepiólkina
- Nikita Mikhalkov - Alexandre III de Rússia